# Leon Pancaldo
Leon Pancaldo (Savona, 1482 – Rio de la Plata, 1540) è stato un navigatore italiano.
Partecipò, con altri italiani, al primo viaggio di circumnavigazione intorno al mondo sulla nave "Trinidad" come piloto sotto il comando di Ferdinando Magellano; catturato dai portoghesi alle Molucche durante il viaggio di ritorno, fu a lungo prigioniero.

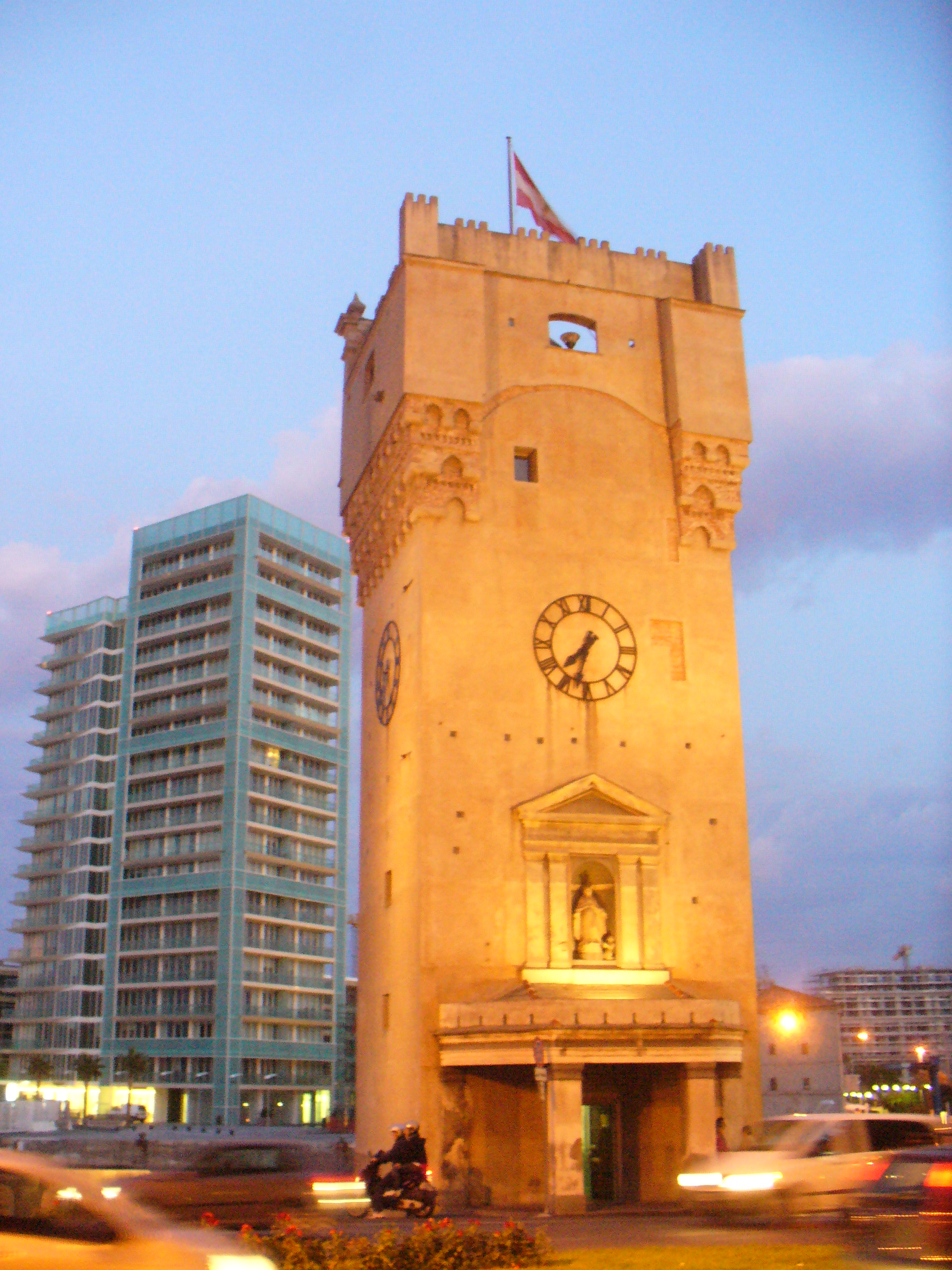
La "Torretta" nel porto di Savona

## Biografia
Leon Pancaldo nacque a Savona nel 1482, figlio di Battistina de Reposano (o Repusseno) e Manfrino Pancaldo, un tessitore di panni che era stato in ottimi rapporti con un altro lanaiolo, Domenico Colombo, nel periodo in cui la famiglia di Cristoforo Colombo aveva risieduto nella città della Torretta.
Grazie all'esperienza acquisita in gioventù compiendo viaggi commerciali nel Mediterraneo per conto del padre (giungendo in Castiglia ed in Portogallo), Leon Pancaldo divenne ben presto un esperto marinaio, in grado di compiere il calcolo astronomico, di conoscere i venti, di identificare la posizione geografica di una nave e di disegnare una carta di navigazione.
Nel 1514 sposò Selvaggia Romana, figlia dell'acimatore di panni Antonio Romana.
Nel 1518, dopo la morte dei genitori, da cui ereditò la casa con bottega di Via Scarzeria e una villa a Roviasca, sulle alture di Quiliano, Pancaldo si recò in Castiglia. Qui apprese che il Capitano portoghese Ferdinando Magellano stava organizzando una spedizione della durata di due anni per raggiungere le Indie, trovando il passaggio dall'Oceano Atlantico all'Oceano Pacifico. Entusiasta, Pancaldo tornò dunque a Savona e sistemò tutti i suoi affari, per poter partecipare liberamente a quell'impresa. Nella primavera del 1519 tornò quindi a Siviglia e, presentatosi presso la locale Casa de Contratacion, pur essendo già  un esperto piloto, venne arruolato come semplice marinaio sulla "Trinidad", la nave ammiraglia.
La spedizione di Ferdinando Magellano salpò da Sanlúcar de Barrameda il 10 agosto 1519. Ne facevano parte cinque navi: la "Trinidad", la "San Antonio", la "Concepcion", la "Victoria", e la "Santiago", con a bordo, complessivamente, 262 uomini, di cui una trentina di italiani, tra essi, oltre al savonese Leon Pancaldo, erano savonesi savonesi anche Francesco Piola, Giovanni Gravallo, Martino de Giudici e Agostino Bona). 
di Antonio Lombardo meglio conosciuto come vi era anche Antonio Pigafetta, registrato a bordo come Antonio Lombardo.
Nel corso del viaggio, Pancaldo, quale esperto pilota, redasse il "Roteiro", il diario di bordo della spedizione, un documento preziosissimo, insieme alla Relazione di Pigafetta per ricostruire le vicende che portarono alla prima circumnavigazione del globo.
Dopo aver toccato le Canarie e costeggiato l'Africa, le navi traversarono l'Atlantico, giungendo a toccare l'odierna Rio de Janeiro il 13 dicembre successivo. Rimessesi in viaggio il 26 dicembre, esplorarono la foce del Rio della Plata; poi, alla fine del mese di marzo, Ferdinando Magellano ordinò una sosta per affrontare l'inverno australe. In questa occasione, egli dovette reprimere una rivolta scoppiata a causa del malcontento tra i marinai. Alla fine di maggio giunse poi una nuova tragedia, con il naufragio della "Santiago". Il 24 agosto, finalmente, le navi poterono riprendere il largo. Alcune tempeste, però, obbligarono Ferdinando Magellano a una nuova sosta presso la foce del Santa Cruz. Ripreso il mare il 18 ottobre, le quattro navi raggiunsero la Terra del Fuoco, all'estremità meridionale del continente sudamericano. La difficile navigazione fra quegli scogli rocciosi indusse allora il comandante della "San Antonio" all'ammutinamento, facendo rientro in Spagna con la nave. Il 28 novembre, alla fine, le tre navi varcarono lo stretto (che da allora prese il nome di Magellano) e iniziarono la traversata dell'Oceano Pacifico. Giunti il 6 marzo alle isole Marianne e poi alle Filippine, gli Spagnoli furono amichevolmente accolti dagli indigeni e poterono far provviste di viveri ed acqua.
Il 27 aprile Magellano ed un gruppo di marinai sbarcarono a Cebu, nelle Filippine, ma qui giunti si scontrarono con gli uomini di Lapu-Lapu, uno dei due datu della vicina isola di Mactan. Magellano e altri otto caddero uccisi nella battaglia di Mactan e pochi giorni dopo altri ne morirono in un agguato teso loro dal Raja Humabon, re di Cebu. Essendo rimasti soltanto in 114, gli Spagnoli decisero di continuare il viaggio su sole due navi e diedero così alle fiamme la "Concepcion" al largo dell'isola di Bohol. Leon Pancaldo, nel frattempo, era diventato pilota della "Trinidad".
Nelle settimane successive la "Trinidad" e la "Victoria" vagabondarono tra le isole, timorose di altri attacchi. Finalmente, l'8 novembre, giunsero alla meta del loro viaggio, le Molucche. Il 18 dicembre gli Spagnoli ripartirono da quelle isole, con le navi cariche di spezie, pronti ad affrontare l'Oceano Indiano e far rientro in Spagna. L'apertura di una grossa falla obbligò però la "Trinidad" a tornare alle Molucche. Temendo l'arrivo dei Portoghesi, la "Victoria" si separò allora dall'altra nave e ripartì da sola il 21 dicembre successivo. Essa, il 16 maggio 1522, superò il Capo di Buona Speranza e, dopo una rocambolesca sosta alle Isole del Capo Verde, riuscì a raggiungere il porto di Sanlúcar de Barrameda il 6 settembre successivo con a bordo soltanto 15 marinai spagnoli.
I marinai della "Trinidad" rimasti alle Molucche, nel frattempo, erano stati fatti prigionieri dai Portoghesi. Leon Pancaldo, insieme ad altri sventurati fu condotto prigioniero a Malacca e poi in India. Dopo esser stati tenuti a Banda e poi a Cochin, vennero poi portati a Lisbona e lì rinchiusi in una prigione. Poco tempo dopo, finalmente liberati, i soli quattro superstiti della "Trinidad" rientrarono in Spagna. E tra essi vi era anche Leon Pancaldo, stremato, ma vivo.
Alla fine del 1527, finalmente, Leon Pancaldo poteva far ritorno nella sua Savona e ricongiungersi alla moglie Selvaggia che lo attendeva nella casa di Via Scarzeria.
Benché fosse ormai quarantacinquenne, la vita di terra, però, non faceva per lui. L'occasione per tentare nuove avventure gli giunse poco tempo dopo. Nel 1529 egli ricevette l'offerta, da parte della Francia, di mettersi a capo di una spedizione diretta alle Molucche. Dopo due viaggi a Parigi, però, decise di accettare una controproposta portoghese, impegnandosi a non prestare servizio per i sovrani di altre nazioni, ottenendo in cambio una lauta ricompensa (grazie alla quale, tra l'altro, poté acquistare una casa con torre a Lavagnola, alle porte di Savona, tuttora esistente e che reca il nome "Pancalda").
Dopo aver trascorso alcuni mesi nella sua città, nel 1536 Leon Pancaldo si recò in Spagna. Qui accettò l'offerta di guidare una spedizione commerciale, organizzata da alcuni armatori genovesi, diretta in Perù, passando attraverso lo stretto scoperto pochi anni prima da Magellano, al fine di vendere delle merci agli Spagnoli colà dimoranti. Nel settembre 1536, a capo della "Santa Maria" e della "Concepcion", salpò dunque da Cadice e, dopo aver toccato le Canarie e costeggiato la Guinea, iniziò la traversata dell'Atlantico, raggiungendo quindi il Brasile e poi l'Uruguay. Il 30 novembre 1537, mentre erano dirette verso lo stretto di Magellano, le due navi dovettero abbandonare l'impresa: la "Concepcion" s'incagliò infatti dopo una manovra azzardata e la "Santa Maria dovette far ritorno al Rio della Plata, dove giunse il 25 febbraio 1538.
Nei mesi successivi Leon Pancaldo fu costretto all'immobilità, dovendo risolvere alcune vertenze giudiziarie a Buenos Aires in cui era rimasto coinvolto.
Morì, in circostanze ignote, al Rio della Plata, nel 1540, all'età di 58 anni.
In suo ricordo, nei secoli successivi, i savonesi decisero di intitolare a suo nome la piazza prospiciente la trecentesca torre della Quarda, la famosa Torretta che, tuttora, domina la darsena, e l'Istituto Nautico cittadino.
Sempre a Savona, nel quartiere di Lavagnola, alla confluenza fra il Letimbro e il Lavanestro ha sede una seconda torre con villa, detta "La Pancalda", che fu dimora del navigatore nel XVI secolo. L'edificio, originariamente dotato di una loggia oggi non più presente, ha subìto un incendio nel 2010 e nel 2012 è stato acquisito dall'Associazione Nazionale Alpini di Savona, che l'ha ristrutturato e vi ha trasferito la propria sede.